# Samuel Adrianus Naber
Samuel Adrianus Naber, född 16 juli 1828 i Haag, död 30 maj 1913 i Amsterdam, var en nederländsk filolog.
Naber promoverades i Leiden 1850 och var därefter först lärare i Rijswijk. År 1851 blev han konrektor på en gymnasieskola i Haarlem och 1858 dess rektor. Efter att 1860–61 ha varit verksam i Batavia blev han 1862 rektor i Zwolle. Under åren 1871–98 var han professor i latin och grekiska vid Athenaeum Illustre i Amsterdam, från 1877 Universiteit van Amsterdam.
Naber redigerade från 1852 den ansedda filologiska tidskriften "Mnemosyne" med biträde av andra framstående filologer. Hans förnämsta arbeten är en upplaga av Photios lexikon (två band, 1866) och av Josefus (fem band, 1888–96) samt Quæstiones homericæ (1877).